# Ваго, Иштван
Иштван Ваго (венг. Vágó István; 14 февраля 1949, Будапешт, Венгрия — 29 апреля 2023, Будапешт, Венгрия) — венгерский телеведущий и политический активист. Считается патриархом венгерских интеллектуальных телевикторин, наибольшую известность получил как ведущий программы «Legyen ön is Milliomos!» (Станьте и вы миллионером!) — местной версии игры Кто хочет стать миллионером?. Почётный гражданин Будапешта (2023).

## Биография
Ваго родился и вырос в Будапеште в семье преподавателя католической гимназии Дьёрдя Ваго и Вероники Вадаш, которую в 1944 году с семьёй в силу еврейского происхождения депортировали в Освенцим; её отец, брат и другие родственники погибли в концлагере. По своей первоначальной профессии Иштван Ваго был химиком, инженером химического и фармакологического производства, затем попал во внешнеторговую компанию MEDIMPEX.
Попал на телевидение в 1976 году благодаря передаче «Разыскивается репортёр», после финала которой телеведущий Тамаш Витраи предложил ему вести викторину. Начиная свою телевизионную карьеру, Ваго хотел запустить политическое шоу, но в тех условиях реализовать его идею не удалось, и он остался ведущим различных игровых шоу. Благодаря им он стал одним из наиболее популярных лиц на венгерском телевидении, получив за свою эрудицию репутацию «квиз-профессора».
В 1987—1997 годах был соведущим передачи, призванной повышать уровень грамотности и знания языка. С 2000 по 2007 годы был ведущим венгерской адаптации викторины «Кто хочет стать миллионером?». Однако вернувшись к передаче в 2008 году после небольшого перерыва, второй её перезапуск оказался менее удачным, а третий уже вёл другой ведущий — Шандор Фридерикус.
Ваго 22 года проработал на Венгерском государственном телевидении (MTV), затем с 1997 года перешёл на канал TV2, а с 2000 года — на RTL Klub. С 2009 года он вновь был ведущим TV2, а затем — на Story4, где у него была собственная игра под названием Átvágó, отмененная после первого же сезона. После провала придуманной им передачи он объявил о прекращении своей карьеры телеведущего.
Скончался 29 апреля 2023 года в возрасте 74 лет.

## Политика и взгляды
Ваго — атеист и скептик. С 1992 года был членом организации по распространению рационального мышления и борьбе с лженаукой под названием Общество уважающих факты (Tényeket Tisztelők Társasága) и заместителем его председателя Яноша Сентаготаи. Покинул ряды организации в 2005 году, найдя её недостаточно действенной, в 2006 году вступил в венгерское Общество скептиков, был его президентом. В 2011 году участвовал во всемирной кампании против гомеопатии 10:23.
В венгерской политике Ваго решительно поддерживает левых, включая либералов наподобие экс-премьер-министра Ференца Дьюрчаня и Альянса свободных демократов. Принимал участие в антифашистских демонстрациях. В 2008 году награждён антирасистской премией имени Миклоша Радноти.
На местных выборах 2014 года был кандидатом от Демократической коалиции (партии Дьюрчаня), Венгерской социалистической партии, Együtt-PM и «Европейских федералистов». В январе 2015 года вступил в Демократическую коалицию, где возглавил рабочую группу по работе со СМИ. Как член национального руководства партии в сентябре 2016 года стал представителем Демократической коалиции в местном самоуправлении XII района Будапешта, заменив покинувшего партию Сабольча Керейк-Барчи.

## Хобби
Ваго играет на гитаре с подросткового возраста и выступает как басист венгерской группы Favágók («Лесорубы»). Он также большой поклонник «Битлз» и Пола Маккартни.
Ваго — полиглот: владеет как минимум 4 языками (английским, французским, немецким, испанским), немного говорит на русском, итальянском, португальском, шведском и польском, пишет на арабском, турецком и хинди, принимался за финский, японский и китайский.